# Oficyna wydawnicza w Braniewie

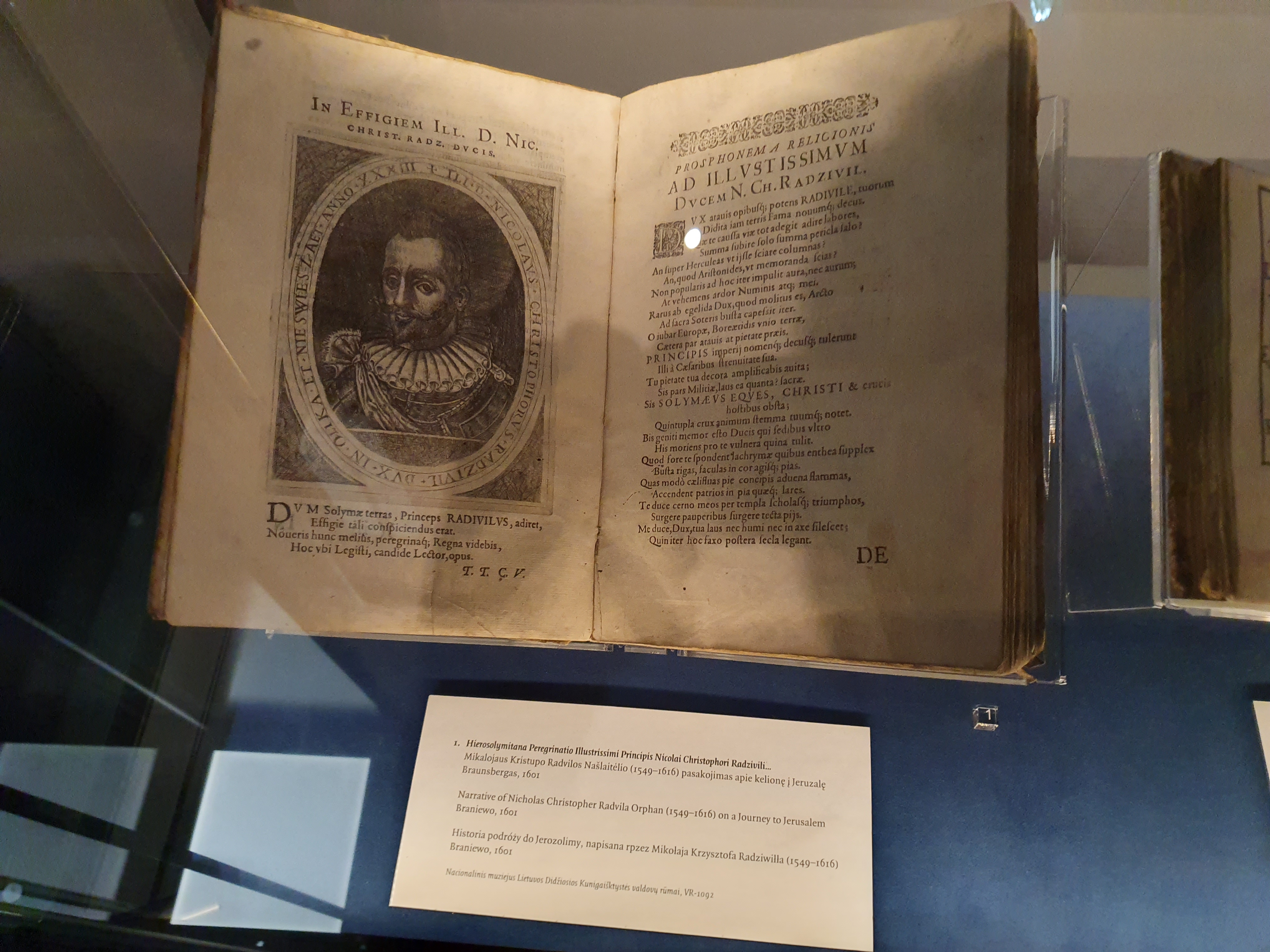
Historia podróży do Jerozolimy, napisana przez Mikołaja Krzysztofa Radziwiłła, Braniewo 1601

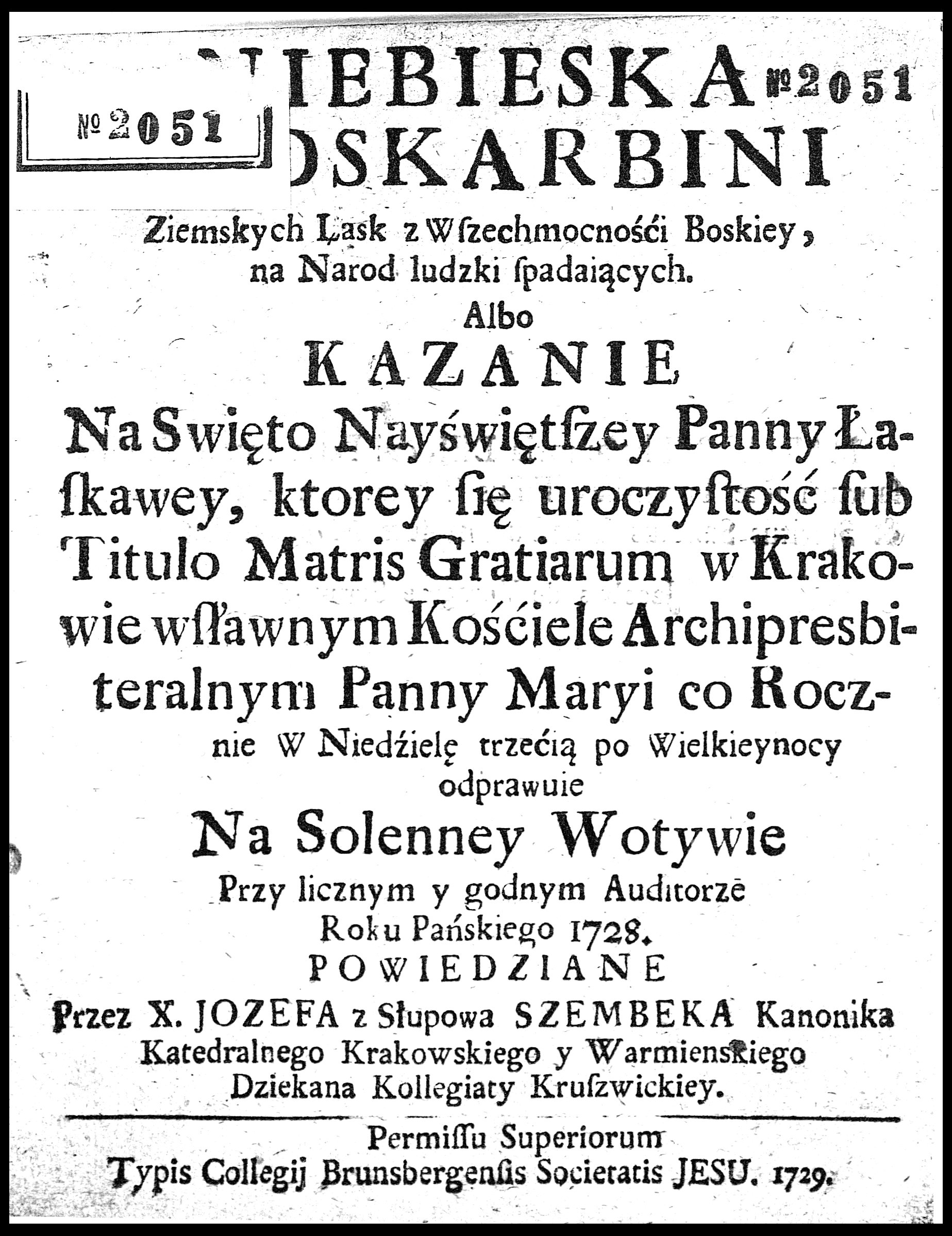
Druk w języku polskim, kazanie ks. Józefa Szembeka, Braniewo 1729

Oficyna wydawnicza w Braniewie – działająca w latach 1589–1773 drukarnia w Braniewie.

## Historia drukarni
W XVI wieku w Braniewie działały aż trzy szkoły prowadzone przez zakon jezuitów. Były to: kolegium, alumnat papieski i seminarium duchowne. Istnienie takiego ośrodka naukowego oraz także kontrreformacyjna działalność zakonu jezuitów powodowały potrzebę posiadania własnej drukarni. Jezuici niemal od początku zabiegali o założenie swojej drukarni, która zaspokajałaby potrzeby i położyła kres kosztom związanym czy to z zakupem czy wydawaniem poza Braniewem potrzebnych druków, podręczników i książek. Do czasu uruchomienia typografii w Braniewie potrzebne wydawnictwa tłoczono bądź to w odległym Krakowie (jak Catecheses 1570, Missale Varmiense, 1587), bądź nawet poza krajem (jak: Agenda Sacramentalia, 1574; Agenda Caeremonialia, 1578, Breviarium Varmiense 1581 — wszystkie wydrukowane w Kolonii).
W 1589 roku w Braniewie rozpoczęła działalność podlegająca radzie miejskiej prywatna oficyna drukarska. Do 1697 prowadzili ją drukarze sprowadzeni z zachodnich księstw Rzeszy. Pierwszym właścicielem był Jan Saxo (od 1589 do śmierci w 1593). Oficyna wykupiona została przez jezuitów staraniem rektora kolegium Jana Drewsa w sierpniu 1697 roku. W rękach jezuitów pozostawała przez ponad 70 lat, aż do kasaty zakonu jezuitów.
W 1773 roku, na zakończenie swej działalności, drukarnia wydała jeszcze wykaz wydrukowanych tu i znajdujących się w sprzedaży pozycji. W 1774 rozpoczęto likwidację magazynów drukarni. Dopiero w 1795 roku przez ponad 20 lat nieużywane prasy drukarskie wraz z 66 skrzyniami czcionek zostały sprzedane za 400 talarów drukarni w Kwidzynie. Grożący zawaleniem budynek drukarni rozebrany już w 1792 roku.
Oficyna drukarska pracowała głównie na potrzeby diecezji warmińskiej i świeżo powstałych placówek naukowo-wychowawczych. Pośród wydanych przez nią dzieł odnaleźć można wiele pozycji w języku polskim.